# Стеван Милошевић
Стеван Милошевић (Врање, 1987) српски је књижевник за децу и одрасле. Рођен је у Врању, где живи и ради као професор верске наставе.

## Биографија
Рођен је 14.4.1987. године у Врању. Дипломирао је на Педагошком факултету, смер - професор разредне наставе. Предаје верску наставу у Врању (Гимназији Бора Станковић, Хемијско-технолошка школа, ОШ Јован Јовановић Змај, Техничка школа). Током професионалне каријере био је организатор бројних изложби, представа, ревија филмова, књижевних вечери, али и радионица за децу и младе. Своје радове објављује у разним књижевним часописима у земљи и иностранству. Милошевић је награђиван у области књижевности за децу и одрасле. Учесник је многобројних књижевних фестивала. 
Oбјавио је поему за децу ”Легенда о лептировом срцу”, збирку песама за децу ”Аждаја напушта бајку” (издавачка кућа Пчелица), књигу песама за одрасле „Поетска микрофонија“ (Прометеј).
Написао је и збирку епистоларне прозе за децу и младе ”Писма из Верзуниума” (Пчелица, 2022) која је добила престижно признање Међународне библиотеке за децу и младе у Минхену The White Ravens за 2023. годину, што сврстава дело међу 200 најбољих књига за децу и младе у свету које су објављене током 2022. године. Преведена је на енглески језик и представљена на Међународном сајму књига у Франкфурту и Болоњи.
Превођен је на енглески и португалски језик.
Редовни је члан Матице српске у Новом Саду од 2022. године.
За ђаке организује књижевне радионице.
Заступљен у званичним Уџбеницима за ученике основних школа (Уџбеник за Ликовну културу за други разред основне школе, издавач: Вулкан знање, Аутори: Милена Стојановић Стошић и Душан Стошић).
О његовом стваралаштву писали су Матија Бећковић, Перо Зубац, Власта Н. Ценић, Благоја Баковић, Бошко Ломовић, Тоде Николетић и други.

## Најважније награде
- Књижевна награда ”Србољуб Митић” за најбољу збирку песама - “Поетска микрофонија” (2021)

- Добитник златника са ликом Светог Саве за освојено прво место на Међународном фестивалу духовне поезије у Београду (манастир Раковица)

- Награда “Драгомир Ђођевић” у категорији поезије за децу на Међународном фестивалу “Булка” у Црвенки

- Прва награда за мисаону поезију на међународном конкурсу у Београду, Центар за културу Барајево
- Међународно признање The White Ravens за збирку епистоларне прозе за децу и младе ”Писма из Верзуниума” (2023)
- Награда ”Момчило Тешић” (2023) за најбоље прозно дело за децу и младе "Писма из Верзуниума" објављено током 2022. године